# Sylvia Plath

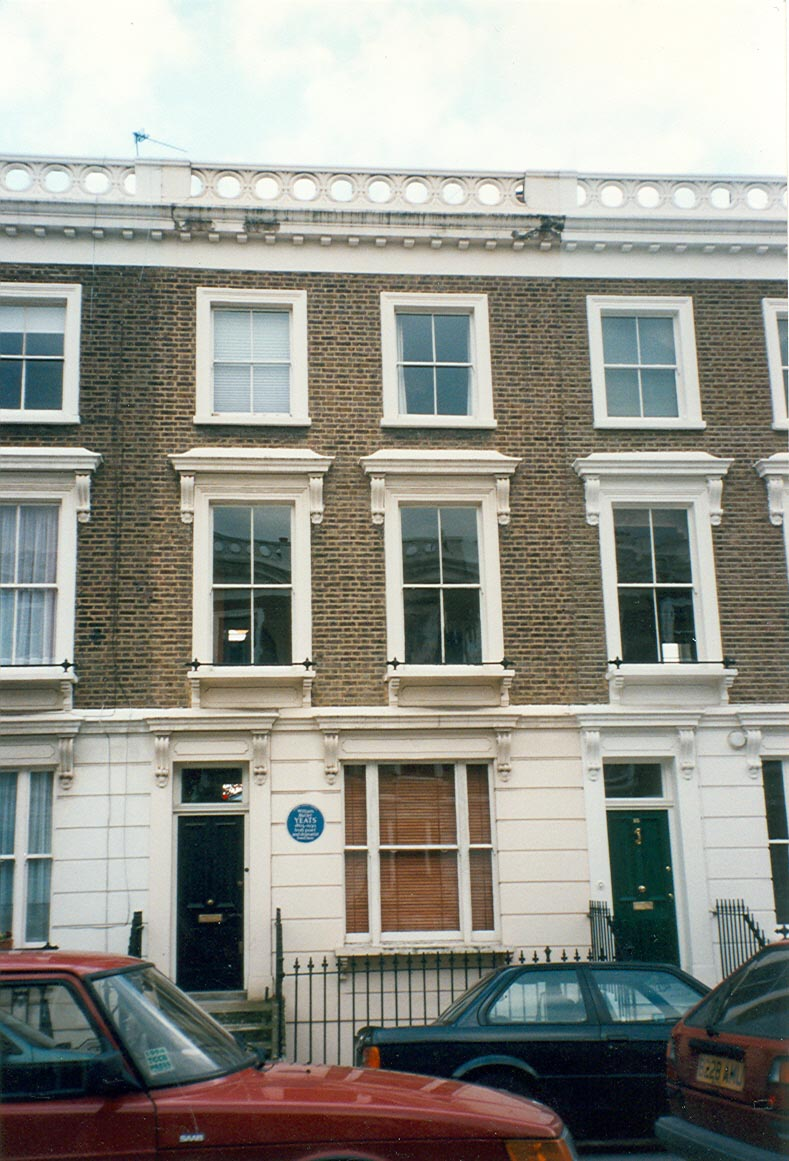
23 Fitzroy Road, Londra, locul unde s-a sinucis Sylvia Plath.

Sylvia Plath (n. 27 octombrie 1932, Boston, Massachusetts, SUA – d. 11 februarie 1963, Londra, Anglia, Regatul Unit) a fost o poetă, romancieră și nuvelistă americană. Acesteia i se datorează avansarea poeziei de tip confesional și este cunoscută mai ales pentru două dintre colecțiile sale publicate, Colosul și alte poezii (1960) și Ariel (1965), precum și Clopotul de sticlă, un roman semi-autobiografic, publicat cu puțin timp înaintea de moartea sa, în 1963. Volumul „The Collected Poems” a fost publicat în 1981, incluzând multe poezii anterioare, nepublicate. Pentru această colecție, Plath a primit Premiul Pulitzer în poezie, în 1982, acest lucru făcând-o a patra persoană care primește această onoare postum.
Născută în Boston, Massachusetts, fiica unui entomolog a studiat la Colegiul Smith și la Colegiul Newnham din Cambridge, Anglia. S-a căsătorit cu poetul Ted Hughes, în 1956 și au locuit împreună în Statele Unite și apoi în Anglia. Relația lor a fost tumultuoasă, așa cum Plath a scris în scrisori despre abuzul pe care l-a suferit din partea acestuia. Au avut doi copii înainte de a se despărți, în 1962. Plath a suferit de depresie clinică cea mai mare parte a vieții ei și a fost tratată de mai multe ori cu terapie electroconvulsivă (ECT). S-a sinucis în 1963. Amanta lui Ted avea să moară în același mod în aceeași decadă. Simbolul poetului postbelic anglofon.

## Biografie
Părinții ei erau cadre didactice la Boston University. Tatăl ei, Otto Plath profesor universitar, a murit când ea avea 8 ani. Mama sa, Aurelia, a trebuit să o crească singură, împreună cu fratele ei mai mic. Poeta i-a dedicat poemul Daddy.
Talentul literar al Sylviei s-a făcut remarcat de timpuriu, prima poezie fiindu-i publicată la vârsta de opt ani.
În vara anului 1953 se înscrie la o colaborare voluntară de patru săptămâni la revista de modă Mademoiselle din New York. La întoarcerea la mama sa, la Wellesley, Massachusetts, află că, în ciuda speranțelor care i se dăduseră, i-a fost refuzat un curs de vară la Harvard, condus de celebrul scriitor Frank O'Connor (1903 - 1966).
Disperată, tânăra de 21 de ani s-a dus la mormântul tatălui său și a înghițit 50 de tablete de somnifer, cu intenția de a se sinucide, dar este găsită după trei zile în pivniță și este salvată de la moarte. Psihiatra, dr. Ruth Beuscher reușește să o scoată pe Sylvia Plath din starea de depresie profundă, putând astfel să-și continue studiile.
A absolvit Smith College în 1955 cu summa cum laude și a plecat în Anglia, la Cambridge, cu o bursă Fulbright unde, între 1955-1957 a urmat studiile la Newnham College. Acolo l-a cunoscut pe poetul britanic Ted Hughes, care era cu 2 ani mai mare decât ea, cu care s-a căsătorit în iunie 1956.
După o nouă consultație la dr. Ruth Beuschers, în 1958, se încheie pentru ea cariera pedagogică începută între timp în SUA, și Sylvia Plath se decide să urmeze o carieră de scriitoare liber profesionistă. În decembrie 1959 se întoarce cu soțul său la Londra, unde naște în aprilie 1960 o fiică și în ianuarie 1962 un fiu.
Urmează despărțirea de Ted Hughes, care începuse să o înșele cu scriitoarea Assia Wellvill. Sylvia se scula în fiecare dimineață la ora 4 pentru a avea suficient timp să scrie.
La începutul anului 1963 când, sub pseudonimul Victoria Lucas, i-a apărut romanul autobiografic „The Bell Jar”, unde vorbește despre un coleg de-al său care s-a sinucis, situația Sylviei era disperată. Mariajul îi eșuase, ea și copiii erau măcinați de boală și, locuind într-un apartament neîncălzit, aveau de înfruntat cea mai cruntă iarnă a secolului. În zorii zilei de 11 februarie 1963, la Londra, s-a sinucis dând drumul la gazele de la mașina de gătit, în timp ce copiii săi dormeau în camera alăturată. Un critic afirma că sinuciderea ei a fost, pentru ea, un act pozitiv, un „refuz de a colabora” cu o lume pe care nu o putea accepta.
În anul 1981 a apărut volumul Collected Poems, iar în 1982, Sylvia Plath a primit, postum, Premiul Pulitzer pentru acest volum. În anul 2002 s-au început filmările pentru filmul artistic „Sylvia”, în regia lui Christine Jeffs, având în rolul principal pe Gwyneth Paltrow. Filmările au durat peste zece săptămâni, în Londra, Cornwall și Noua Zeelandă.

## Activitatea literară
Plath a scris poezie de la vârsta de opt ani, primul ei poem apărând în ziarul Boston Traveler. Când a ajuns la Colegiul Smith, ea scrisese peste 50 de nuvele care au fost publicate într-o serie de reviste. La Smith s-a specializat în limba engleză și a câștigat toate premiile majore pentru scriere și burse. În plus, a câștigat un post de editor de vară la revista pentru femei, Mademoiselle. La absolvirea ei în 1955, a câștigat Premiul Glascock pentru Two Lovers and a Beachcomber by the Real Sea. Mai târziu, ea a scris pentru publicația universitară Varsity.